# Torneio Internacional Zé Dú de 2012
O Torneio internacional “Zé Dú” de  hóquei em patins  visa homenagear o Presidente da República de Angola, José Eduardo dos Santos. Realizou-se de 15 a 19 de agosto, no pavilhão Multiuso em Luanda, o 11.º Troféu Internacional de Hóquei em Patins, denominado "Troféu José Eduardo dos Santos".

## Grupo
| Time       | J | V | E | D | GP | GC | SG  | Pts |
| ---------- | - | - | - | - | -- | -- | --- | --- |
| Angola     | 5 | 5 | 0 | 0 | 26 | 8  | +18 | 15  |
| Moçambique | 5 | 2 | 2 | 1 | 21 | 20 | +1  | 8   |
| Chile      | 5 | 2 | 1 | 2 | 16 | 12 | +4  | 7   |
| Colômbia   | 5 | 2 | 0 | 3 | 10 | 17 | −7  | 6   |
| Brasil     | 5 | 1 | 1 | 3 | 12 | 22 | −10 | 4   |
| Alemanha   | 5 | 1 | 0 | 4 | 16 | 22 | −6  | 3   |

|            | ANG | MOZ | CHI | COL | BRA | ALE |
| ---------- | --- | --- | --- | --- | --- | --- |
| Angola     | –   | 6–3 | 3–1 | 7–2 | 6–0 | 4–2 |
| Moçambique |     | –   | 5–5 | 4–1 | 4–4 | 5–4 |
| Chile      |     |     | –   | 0–1 | 5–1 | 5–2 |
| Colômbia   |     |     |     | –   | 3–2 | 3–4 |
| Brasil     |     |     |     |     | –   | 5–4 |
| Alemanha   |     |     |     |     |     | –   |

## Ligações Externas
- Angola Press